# Sunland Park (Novo México)
Sunland Park é uma cidade localizada no estado norte-americano de Novo México, no Condado de Doña Ana.

## Demografia
Segundo o censo americano de 2000, a sua população era de 13.309 habitantes.
Em 2006, foi estimada uma população de 14.234, um aumento de 925 (7.0%).

## Geografia
De acordo com o United States Census Bureau tem uma área de
27,9 km², dos quais 27,3 km² cobertos por terra e 0,6 km² cobertos por água.

## Localidades na vizinhança
O diagrama seguinte representa as localidades num raio de 16 km ao redor de Sunland Park.